# Lliga espanyola d'hoquei sobre patins masculina 1988-1989

## Participants
| - Espetec VIC - S. Genís IGUALADA - Pryca REUS PLOMS - LICEO Caixa Galicia - FC BARCELONA - NOIA Freixenet - Caixa Penedès VILAFRANCA - Tojadermo DOMINICOS | - Ruan Alfaro ALCOBENDAS - Desmon PIERA - REUS DEPORTIU Liebherr - TORDERA Fontdor - El Chico SANTO DOMINGO - Cata VOLTREGÀ - Hersan SENTMENAT - Mudespa MOLLET |

## Llegenda
| Pts = Punts totals PJ = Partits jugats PG = Partits guanyats PE = Partits empatats PP = Partits perduts GF = Gols a favor GC = Gols en contra |  | DG = Diferència de gols (GF-GC) Ressaltat en verd = Equip classificat per als play-off. Ressaltat en blau = Equip que promociona per la permanència. Ressaltat en vermell = Equip descendent de categoria. (p) = Gol de penalti (pro.) = Gol en pròrroga |  |  |

## Classificació Grup A (Títol)
| Pos | Equip                  | Pts | PJ | PG | PE | PP | GF | GC | DG  |
| --- | ---------------------- | --- | -- | -- | -- | -- | -- | -- | --- |
| 1   | S. Genís Igualada      | 20  | 14 | 9  | 2  | 3  | 58 | 47 | +11 |
| 2   | Liceo Caixa Galicia    | 18  | 14 | 7  | 4  | 3  | 76 | 37 | +39 |
| 3   | FC Barcelona           | 17  | 14 | 7  | 3  | 4  | 66 | 42 | +24 |
| 4   | Reus Deportiu Liebherr | 15  | 14 | 6  | 3  | 5  | 55 | 57 | -2  |
| 5   | Noia Freixenet         | 15  | 14 | 6  | 3  | 5  | 59 | 41 | +18 |
| 6   | Desmon Piera           | 14  | 14 | 5  | 4  | 5  | 54 | 58 | -4  |
| 7   | Tojadermo Dominicos    | 11  | 14 | 5  | 1  | 8  | 50 | 58 | -8  |
| 8   | Mudespa Mollet         | 2   | 14 | 1  | 0  | 13 | 25 | 94 | -69 |

## Classificació Grup B (Descens i promoció)
| Pos | Equip                    | Pts | PJ | PG | PE | PP | GF | GC | DG  |
| --- | ------------------------ | --- | -- | -- | -- | -- | -- | -- | --- |
| 1   | Cata Voltregà            | 21  | 14 | 10 | 1  | 3  | 61 | 48 | +13 |
| 2   | Hersan Sentmenat         | 19  | 14 | 8  | 3  | 3  | 62 | 40 | +22 |
| 3   | Tordera Fontdor          | 19  | 14 | 8  | 3  | 3  | 61 | 51 | +10 |
| 4   | Caixa Penedès Vilafranca | 18  | 14 | 8  | 2  | 4  | 53 | 52 | +1  |
| 5   | El Chico Santo Domingo   | 16  | 14 | 6  | 4  | 4  | 64 | 64 | 0   |
| 6   | Espetec Vic              | 9   | 14 | 3  | 3  | 8  | 56 | 74 | -18 |
| 7   | Ruan Alfaro Alcobendas   | 7   | 14 | 1  | 5  | 8  | 41 | 59 | -18 |
| 8   | Pryca Reus Ploms         | 3   | 14 | 1  | 1  | 12 | 58 | 82 | -24 |

## Classificació Promoció (Ascens/Descens)
| Pos | Equip                    | Pts | PJ | PG | PE | PP | GF | GC | DG  |
| --- | ------------------------ | --- | -- | -- | -- | -- | -- | -- | --- |
| 1   | Edimática Vilanova       | 9   | 6  | 4  | 1  | 1  | 39 | 33 | +6  |
| 2   | El Chico Santo Domingo   | 6   | 6  | 2  | 2  | 2  | 32 | 27 | +5  |
| 3   | Caixa Penedès Vilafranca | 6   | 6  | 1  | 4  | 1  | 22 | 23 | -1  |
| 4   | GEiEG                    | 3   | 6  | 1  | 1  | 4  | 34 | 44 | -10 |